# Arinthod
Arinthod je francouzská obec v departementu Jura v regionu Franche-Comté. V roce 2011 zde žilo 1 143 obyvatel. Je centrem kantonu Arinthod.

## Vývoj počtu obyvatel
Počet obyvatel 